# Rutger Schoute
Rutger Schoute (De Bilt, 27 juni 1908 - Hilversum, 21 april 1983), was een Nederlands musicus, muziekpedagoog en journalist. 
Schoute was een zoon van Cornelis Schoute en Suzanna Maria Rutgers van der Loeff. Zijn vader was adjunct-directeur bij het KNMI. Rutger Schoute werkte van 1933 tot 1973 op de muziekafdeling van de VARA. Hij maakte radioprogramma's als Spontane Reacties en Weerklank. Hij werd vooral bekend met het programma Artistieke Staalkaart met veel aandacht voor literatuur en klassieke muziek. Hij maakte het programma samen met schrijver Max Dendermonde. Behalve voor de VARA-gids schreef hij recensies voor Het Parool en voor het maandblad Luister.